# 高城功
高城 功（たかぎ いさお、1947年〈昭和22年〉3月8日 - 2018年〈平成30年〉10月23日）は、日本の政治家。元茨城県稲敷市長（1期）。位階は従五位。旭日小綬章。

## 来歴
茨城県立江戸崎高等学校卒。稲敷郡東町議会議員、同議長を歴任。

### 2005年稲敷市長選挙
2005年（平成17年）、東町が近隣の町村と合併し稲敷市が発足。合併後初の市長選挙に立候補して当選し、初代市長となった。
※当日有権者数：39,884人 最終投票率：69.11%（前回比：-pts）
| 候補者名 | 年齢 | 所属党派 | 新旧別 | 得票数   | 得票率 | 推薦・支持 |
| -------- | ---- | -------- | ------ | -------- | ------ | ---------- |
| 高城功   | 58   | 無所属   | 新     | 14,148票 | 52.00% | -          |
| 飯田稔   | 69   | 無所属   | 新     | 11,997票 | 44.10% | -          |
| 桜井理人 | 55   | 無所属   | 新     | 1,062票  | 3.90%  | -          |

5月1日に就任した。

### 2009年稲敷市長選挙
2009年（平成21年）の市長選では再選を目指したが、元NHK報道局チーフディレクターの田口久克に敗れた。
※当日有権者数：38,956人 最終投票率：62.06%（前回比： 7.05pts）
| 候補者名 | 年齢 | 所属党派 | 新旧別 | 得票数   | 得票率 | 推薦・支持 |
| -------- | ---- | -------- | ------ | -------- | ------ | ---------- |
| 田口久克 | 60   | 無所属   | 新     | 14,393票 | 60.13% | -          |
| 高城功   | 62   | 無所属   | 現     | 9,542票  | 39.87% | -          |

4月30日に退任した。
2017年 春の叙勲で地方自治功労により旭日小綬章を受章。2018年に死去。没日をもって叙従五位。